# Weizengrassaft

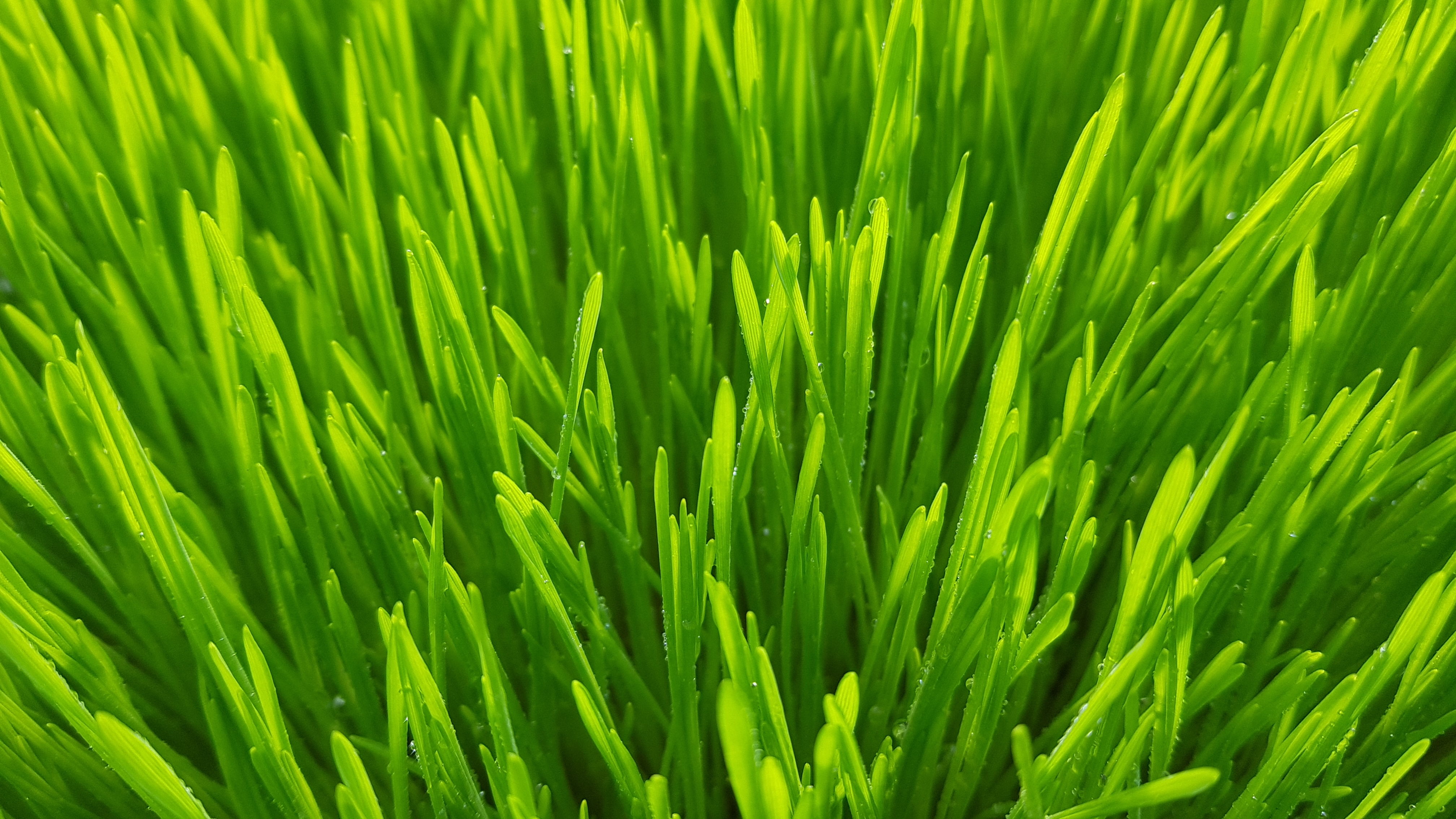
Junges Weizengras

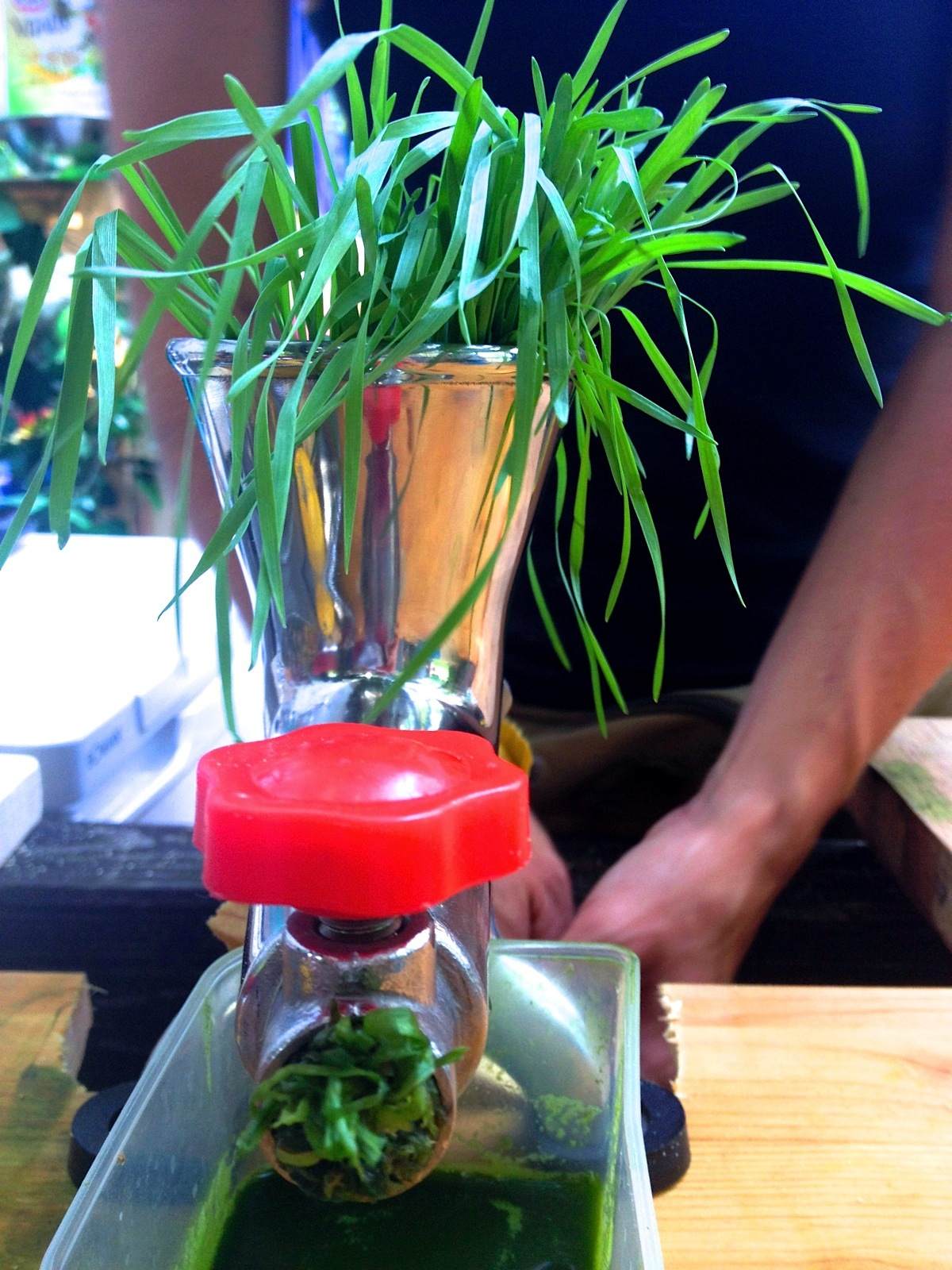
Weizengras wird gepresst

Als Weizengrassaft wird die Flüssigkeit bezeichnet, die heraustritt, wenn die jungen Triebe von Weichweizen (Triticum aestivum) nach wenigen Tagen (vor der Knotenbildung für neue Blätter – Jointing Stage) geerntet und danach gepresst werden.

## Wirkung
Laut der American Cancer Society gibt es keine verfügbaren wissenschaftlichen Erkenntnisse, dass eine Weizengrasdiät eine Krankheit heilen oder einer Krankheit vorbeugen könne.
Dennoch könnte laut einer kleinen Pilotstudie an 23 Patienten die Zugabe von jungen Weizenpflanzen bei einer aktiven distalen Colitis ulcerosa, einer entzündlichen Darmerkrankung, zusätzlich zur herkömmlichen Behandlung eine lindernde Wirkung haben. Gemäß dem Memorial Sloan-Kettering Cancer Center werden allerdings größere Studien benötigt, um diese Ergebnisse zu evaluieren.

## Inhaltsstoffe
Weizengras ist reich an Vitamin A, Vitamin C, Vitamin E, Vitamin K, Thiamin, Riboflavin, Niacin, Vitamin B6, Pantothensäure, Eisen, Zink, Kupfer, Mangan und Selen. Entgegen populärer Ansichten enthält Weizengras nur wenig Vitamin B12.
Der Hauptbestandteil bildet das Chlorophyll. Dieses ist für die grüne Farbe des Weizengras verantwortlich.
Die Menge der Inhaltsstoffe variiert stark und ist von unterschiedlichen Faktoren wie dem Standort, den Bodenbedingungen oder dem Erntezeitpunkt abhängig. Eine offizielle Nährwerttabelle gibt es für Weizengras bislang nicht.

## Eigenanbau
Weizengras lässt sich in geeigneten Anbauschalen das ganze Jahr über auch Indoor anbauen.
Hierbei besteht die Möglichkeit das Weizengras mit, aber auch ohne Erde zu züchten.